# Pacific Challenge 2023
El Pacific Challenge del 2023 fue la decimosexta edición del torneo de rugby de 4 selecciones "A" del Pacífico.
Al igual que en la edición pasada la disputaron 4 selecciones secundarias de Fiyi, Japón, Samoa y Tonga en el Apia Park de Apia.

## Equipos participantes
- Fiji Warriors
- Junior Japan
- Samoa A
- Tonga A

## Clasificación
| Pos. | Equipo        | Encuentros | Encuentros | Encuentros | Encuentros | Tantos  | Tantos    | Tantos     | Puntos Bonus | Puntos Totales |
| Pos. | Equipo        | jugados    | ganados    | empatados  | perdidos   | a favor | en contra | diferencia | Puntos Bonus | Puntos Totales |
| ---- | ------------- | ---------- | ---------- | ---------- | ---------- | ------- | --------- | ---------- | ------------ | -------------- |
| 1    | Fiji Warriors | 3          | 3          | 0          | 0          | 195     | 65        | + 130      | 3            | 15             |
| 2    | Manuma Samoa  | 3          | 2          | 0          | 1          | 138     | 90        | + 48       | 2            | 10             |
| 3    | Junior Japan  | 3          | 1          | 0          | 2          | 100     | 133       | - 33       | 2            | 6              |
| 4    | Tonga A       | 3          | 0          | 0          | 3          | 49      | 194       | - 145      | 0            | 0              |

Nota: Se otorgan 4 puntos al equipo que gane un partido y 2 al que empate
Puntos Bonus: 1 punto por convertir 4 tries o más en un partido y 1 al equipo que pierda por no más de 7 tantos de diferencia

## Resultados

### Primera fecha
| 3 de mayo | Junior Japan | 15 - 72 | Fiji Warriors |  |  |

| 3 de mayo | Manuma Samoa | 69 - 7 | Tonga A |  |  |

### Segunda fecha
| 8 de mayo | Tonga A | 17 - 52 | Junior Japan |  |  |

| 8 de mayo | Manuma Samoa | 25 - 50 | Fiji Warriors |  |  |

### Tercera fecha
| 13 de mayo | Tonga A | 25 - 73 | Fiji Warriors |  |  |

| 13 de mayo | Manuma Samoa | 44 - 33 | Junior Japan |  |  |

| Bandera de Fiyi       |
| Campeón Fiji Warriors |
| Décimo título         |